# Fojana
Fojana (in italiano in passato Fleana, in friulano Foiane o Fleane) è un paese della Slovenia, nel comune di Còllio.
La località è situata a 2,3 km ad ovest del capoluogo comunale e 3,2 km dall'Italia. È sede di una delle 15 comunità locali (krajevna skupnost) in cui è suddiviso il comune del Collio, ed esprime 7 consiglieri all'assemblea comunale delle comunità locali.
La chiesa parrocchiale è dedicata a San Floriano, mentre una seconda chiesa, verso nord poco fuori dal paese, è dedicata al Santo Spirito.

## Storia
Dopo la caduta dell'Impero romano, e la parentesi del Regno ostrogoto, a seguito della Guerra gotica (553) promossa dall'imperatore Giustiniano I il Còllio entrò a far parte dei domini bizantini.

Dopo la calata, nel 568, attraverso la Valle del Vipacco nell'Italia settentrionale dei Longobardi, seguiti poi da popolazioni slave, entrò a far parte del Ducato del Friuli.
In seguito alla caduta del regno longobardo e alla sua inclusione nei domini di Carlo Magno, nel 781 entrò nel Regnum Italiae affidato da Carlo al figlio Pipino; nell'803 venne istituita la Marchia Austriae et Italiae che comprendeva il Friuli, la Carinzia, la Carniola e l'Istria. Alla morte di Pipino nell'810, il territorio passò in mano al figlio Bernardo.

Con la morte di Carlo Magno nell'814, la carica imperiale passò a Ludovico I che affidò il Regno d'Italia al suo primogenito Lotario, il quale già nell'828 (dopo aver deposto Baldrico per non aver saputo difendere le frontiere orientali dagli Slavi) divise la parte orientale del Regno, ossia la Marca Orientale (o del Friuli), in quattro contee: Verona, Friuli, Carniola e Istria (comprendente il Carso e parte della Carniola interna).

In seguito al Trattato di Verdun, nell'843, le contee di Istria e Friuli (conglobate nella “Marca d'Aquileia”) entrarono a far parte del Regnum Italicum poi, nel 951, della Marca di Verona e Aquileia; dopo un'iniziale sottomissione al Ducato di Baviera dal 952, nel 976 passò al Ducato di Carinzia appena costituito dall'imperatore Ottone II.
Nel 1077 il Còllio passò al Principato ecclesiastico di Aquileia; nel 1188 si ha menzione del paese assoggettato a Berthold de Fojano, vassallo del Conte di Gorizia, mentre nel 1250 venne posseduto da Ottilio degli Ungrispach da Voghersca.

Tutto il Collio restò in mani patriarcali fino al 1330 quando la sua parte orientale, compresa Fleana, venne annessa dalla Contea di Gorizia, mentre le attigue e più settentrionali San Lorenzo di Nèbola, San Lorenzo di Brizza  e la maggior parte di Nèbola rimasero ai Patriarchi e passando a sua volta, dopo il 1420, sotto l'autorità della Repubblica di Venezia.
Nel 1500 gli Asburgo s'impossessano della Contea di Gorizia, divenuta poi Contea di Gorizia e Gradisca, e quindi di territori fortemente ambiti dalla Serenissima la quale mirava ad espandersi ad est dell'Isonzo; l'assetto territoriale tra le due potenze, stabilito dal Trattato di Noyon (a causa del quale la Serenissima perse l'alta valle del fiume Isonzo) e sancito da quello di Worms (1521), diede luogo a una linea di confine tortuosa ed incerta, con enclavi arciducali in territorio veneziano e viceversa; anche la pace firmata a Madrid dopo la sanguinosa Guerra di Gradisca ristabilì con meticolosa precisione il confine preesistente; in particolare Fleana si trovava vicino al confine con i territori veneziani.
Con la Convenzione di Fontainebleau del 1807, passò, per un breve periodo fino al 1814, assieme a tutti i territori sulla sponda destra del fiume Isonzo, nel Regno d’Italia napoleonico sotto il Dipartimento di Passariano.
Col Congresso di Vienna nel 1815 rientrò a far parte dei domini asburgici nel Regno d'Illiria; passò in seguito sotto il profilo amministrativo al Litorale austriaco nel 1849 come frazione del comune di Bigliana.
Dopo la prima guerra mondiale fu annesso al Regno d’Italia e venne inquadrato nella provincia di Gorizia. In seguito all'abolizione della stessa nel 1923, passò alla provincia del Friuli sempre come frazione del comune di Bigliana. Nel 1927 passò alla ricostituita provincia di Gorizia venendo inglobato l'anno successivo nel neocostituito comune di Castel Dobra.
Fu soggetto alla Zona d'operazioni del Litorale adriatico (OZAK) tra il Settembre 1943 e l'aprile 1945 e tra il giugno 1945 e il 1947, trovandosi a ovest della Linea Morgan, fece parte della Zona A della Venezia Giulia sotto il controllo Britannico-Americano del Governo Militare Alleato (AMG); passò poi alla Jugoslavia e quindi alla Slovenia.

## Corsi d'acqua
Torrente Recca (Reka); Rio Fidri (Fedrih).